# A Corja
A Corja é o título da continuação de Eusébio Macário de Camilo Castelo Branco, publicado em 1880.
Tal como o livro que o precede, esta obra parodia as novas correntes literárias do Realismo e, especialmente, da sua variante, o Naturalismo.
Esta novela continua e conclui uma outra do mesmo autor intitulada Eusébio Macário. Pretendendo fazer paródia com a corrente naturalista segundo a qual as ideias e os comportamentos das pessoas/personagens são condicionadas pela educação e o meio envolvente, A Corja reflete, no que concerne à sua temática, os conflitos interiores que perturbam o autor e que derivam da sua educação e da sua vivência juvenil. Temas como a rutura social, as relações amorosas clandestinas, o problema dos bastardos, a luta contra os amores contrariados por desníveis sociais, e o anticlericalismo, informam histórias protagonizadas por personagens como o trabalhador rural, o fidalgo de província, a burguesia urbana, e o "brasileiro" (português que enriquece no Brasil por meios menos lícitos), etc. Percorrendo as páginas desta novela e as de quase toda a obra de Camilo Castelo Branco, estes temas e estas personagens permitem-lhe recriar, de forma quase pictórica, a sua época.

## Resumo da obra
A história da obra desenrola-se já numa época em que o boticário Eusébio Macário e família pertenciam a um estatuto social superior e foram viver para o Porto, onde a filha casa com um barão por meras razões de estatuto social.
Personagens sórdidas e ignorantes, arredadas de valores e princípios, que atropelam tudo e todos em nome do status quo. Daí, o título temático da novela congregar, simbolicamente, em si mesmo, toda a crítica que o autor pretende fazer aos burgueses, aos aristocratas e ao clero, aqui personificados pelas Famílias de Eusébio Macário e de Felícia e pelo Padre Justino. Tudo é permitido e tudo se aceita em nome do "estatuto", como exemplifica o casamento da aristocrata Felícia com um filho de Eusébio Macário, José Macário, mesmo sabendo-se que aquela era amante do Padre Justino e a quem continuava a dar notícias através das páginas do jornal "Periódico dos Pobres". 
Heterodiegético quanto à sua presença na ação, o narrador vai relatando o desenvolvimento da intriga e assumindo-se, por vezes, como um narrador subjetivo, não se abstém de tecer as suas próprias considerações sobres os factos. Com um conhecimento profundo das situações e das personagens, mesmo no que respeita ao mais recôndito da sua intimidade, fruto de uma focalização interna, este narrador é, predominantemente, omnisciente.
Ausente, subjetivo e omnisciente, este narrador narra-nos, fundamentalmente a história da vingança do Padre Justino que, sentindo-se despeitado com o casamento de Felícia, sua amante, cria uma intriga que provoca o divórcio e a empurra, de novo, para os seus braços. Paralelamente, e para fundamentar e acentuar a ausência de valores destas personagens, cruzam-se as histórias dos amores ilícitos de Custódia, mulher de Bento Macário (agora barão do Rabaçal), que, descoberta pelo marido, foge com o amante e a do casamento de Eusébio Macário, já velho e sozinho, com Eufémia Troncha, mulher ambiciosa e calculista.
Como um "painel" que deixa sempre um lugar vazio para o livro seguinte, a obra camiliana contém uma "unidade" que lhe é conferida pela transição de personagens e mesmo acontecimentos de umas obras para outras de que Eusébio Macário e A Corja são exemplo.
Com esta unidade estruturante, o autor pretende apresentar a sociedade da sua época como um "conjunto", cujos vícios e ausência de valores são pintados com as cores cinzentas que caracterizaram a sua vida, levando-o a olhar algumas das suas personagens com antipatia.
Repleta de ironia e mesmo sarcasmo, A Corja denota uma certa incapacidade do autor para sublimar muitos dos seus conflitos internos, nomeadamente o que opõe o seu meio cultural ao público para quem escreve e que decorre, na opinião e alguns estudiosos da sua obra, da necessidade de fazer face às reconhecidas dificuldades económicas que sentia. Por isso, e ainda de acordo com alguns ensaístas, o autor, impelido pelo lucro imediato, "envereda, por vezes, por temas folhetinescos, pactuando com o gosto menor e o sistema de valores literários dos leitores", mesmo sabendo que vai colidir com os valores estéticos que, enquanto autor reconhecido pela plêiade literária, deveria respeitar.